# Davilla grandiflora
Davilla grandiflora är en tvåhjärtbladig växtart som beskrevs av St.-hil. och Tul.. Davilla grandiflora ingår i släktet Davilla, och familjen Dilleniaceae. Inga underarter finns listade i Catalogue of Life.